# Hexatoma (Eriocera) vittipennis
Hexatoma (Eriocera) vittipennis is een tweevleugelige uit de familie steltmuggen (Limoniidae). De soort komt voor in het Oriëntaals gebied.